# Leptosphaeria caespitosa
Leptosphaeria caespitosa är en svampart som beskrevs av Niessl 1876. Leptosphaeria caespitosa ingår i släktet Leptosphaeria och familjen Leptosphaeriaceae.   Inga underarter finns listade i Catalogue of Life.